# Begin to Hope
Begin to Hope — четвертий студійний альбом Регіни Спектор. Реліз відбувся 13 червня 2006 року. У рейтингу Billboard 200 альбом досяг 20-ї позиції, значною мірою, завдяки популярності синглу «Fidelity». У рейтингу найкращих альбомів року журналу Rolling Stone альбом посів 21-ше місце. Також альбом був номінований на Shortlist Music Prize 2006 року.

## Треклист
Автор музики й слів усіх композицій — Регіна Спектор.
1. Fidelity — 3:47
2. Better — 3:22
3. Samson — 3:10
4. On the Radio — 3:22
5. Field Below — 5:18
6. Hotel Song — 3:29
7. Après Moi — 5:08
8. 20 Years of Snow — 3:31
9. That Time — 2:39
10. Edit — 4:53
11. Lady — 4:45
12. Summer in the City — 3:50

Бонус-треки на версії Deluxe Edition:
1. Another Town — 4:07
2. Uh-Merica — 3:16
3. Baobabs — 2:02
4. Düsseldorf — 3:09
5. Music Box — 2:11

Бонус-треки на версії iTunes Store/Amazon:
1. Hero — 3:44
2. Bartender — 3:12

## Учасники
- Регіна Спектор (англ. Regina Spektor) — вокал, фортепіано, гітара, перкусія, продюсер, авторка композицій.
- Нік Валенсі (англ. Nick Valensi) — гітара (Better).
- Девід Кан (англ. David Kahne) — бас (Better), продюсер.
- Жао Ганг (англ. Zhao Gang) — ерху (Field Below).
- Ральф У. Вільямс (англ. Ralph U. Williams) — саксофон (Lady).
- Шоун Пелтон (англ. Shawn Pelton) — ударні.
- Рейчел Бет Егенгофер (англ. Rachel Beth Egenhoefer) — арт-дизайн.